# Mark Sanford

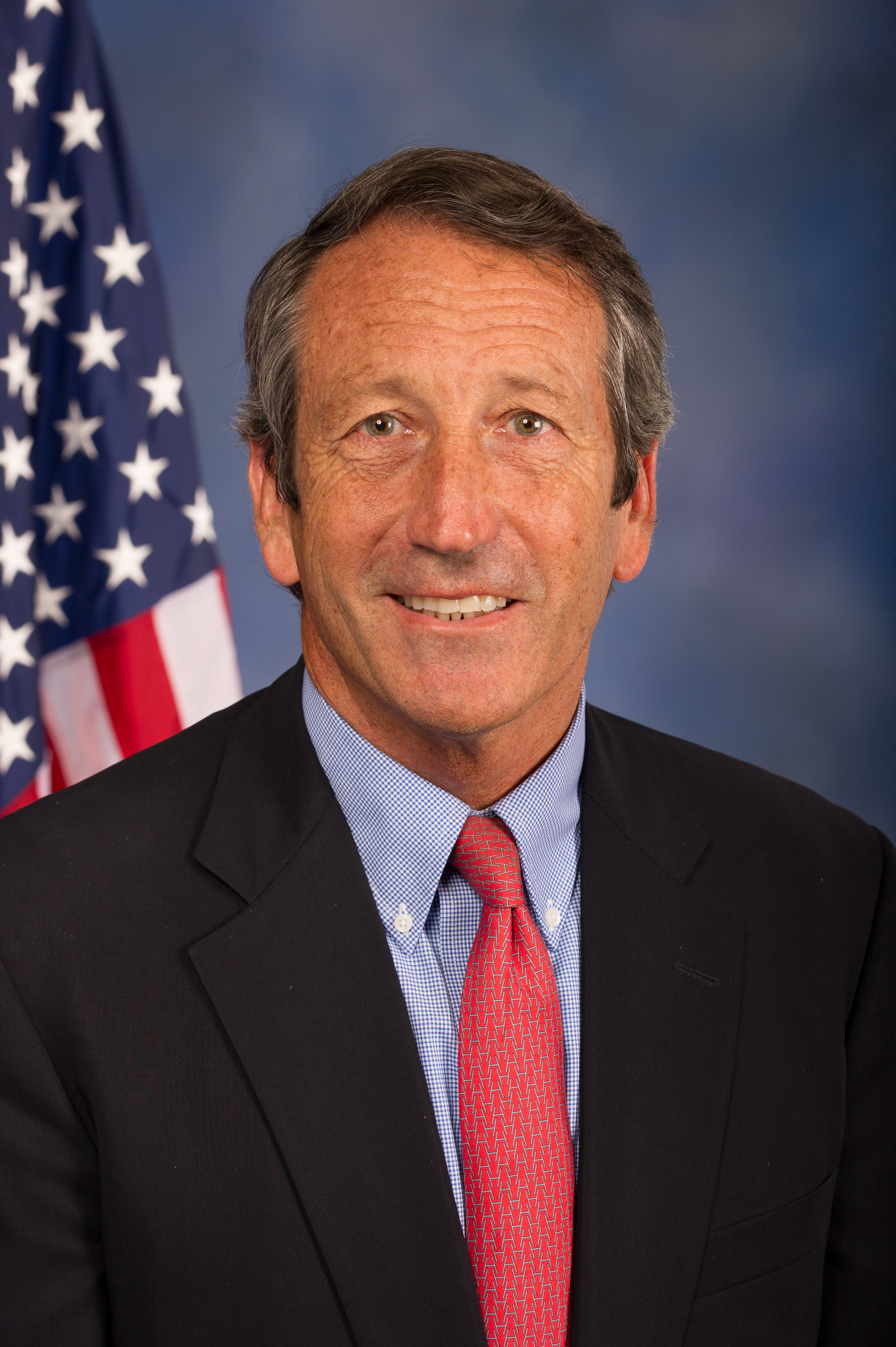
Mark Sanford (2013)

Marshall Clement „Mark“ Sanford Jr. (* 28. Mai 1960 in Fort Lauderdale, Florida) ist ein amerikanischer Politiker der Republikanischen Partei und Autor. Er ist ehemaliger Gouverneur von South Carolina und ehemaliger Abgeordneter im Repräsentantenhaus.
Er vertrat von 1995 bis 2001 den 1. Kongresswahlbezirk South Carolinas im Repräsentantenhaus der Vereinigten Staaten. 2002 gewann er in die Gouverneurswahl von South Carolina gegen den Demokraten Jim Hodges. Von 2003 bis 2011 war er Gouverneur dieses Bundesstaates. Als Gouverneur versuchte er 700 Millionen Dollar Konjunkturgelder für South Carolina aus dem American Recovery and Reinvestment Act von 2009 abzulehnen. Allerdings urteilte der Oberste Gerichtshof von South Carolina, dass lediglich das Parlament und nicht der Gouverneur von South Carolina die Befugnis hat die Konjunkturgelder zu akzeptieren oder abzulehnen.
Im Juni 2009 gestand Sanford eine außereheliche Affäre ein, nachdem er die USA für fast eine Woche verlassen hatte. Seinen Mitarbeitenden hatte er mitgeteilt, das er auf den Appalachian Trail wandern wolle. Allerdings reiste er nach Argentinien um seine dortige Affäre zu besuchen. Der Skandal erhielt landesweite mediale Aufmerksamkeit und führte zu seinem Rücktritt als Vorsitzender der Republican Governors Association. Obwohl das Parlament von South Carolina ihm in einem Misstrauensvotum das Vertrauen absprach, beendete er seine zweite Amtszeit als Gouverneur.
In der Nachwahl in dem 1. Kongresswahlbezirk von South Carolina von 2013 kandidierte er erneut für einen Sitz im Repräsentantenhaus. Er gewann die Wahl und war erneut Abgeordneter im Repräsentantenhaus von 2013 bis 2019. 2018 verlor er die Republikanische Vorwahl für den Abgeordnetensitz. Im September 2019 gab Sanford bekannt, dass er sich in der Vorwahl der Republikanischen Partei um die Präsidentschaft bewerben würde. Er beendete seine Kampagne jedoch am 12. November 2019.

## Kindheit, Jugend & Familie
Sanford ist in Fort Lauderdale geboren. Seine Eltern sind Marshall Clement Sanford, ein Herzchirurg, und Margaret Elise Pitz. Obwohl es seine Familie finanziell relativ gut aufgestellt war, schlief seine ganze Familie in einem Raum um Energie zu sparen. In seinem letzten Schuljahr zog er mit seiner Familie von Fort Lauderdale auf die 1.200 Hektar große Coosaw Plantation bei Beaufort in South Carolina. Sanford erhielt die Auszeichnung des Eagle Scout bei den Boy Scouts of America.
Sanford studierte Betriebswirtschaftslehre an der Furman University (Bachelor of Arts 1983) und schloss sein Studium 1988 an der University of Virginia mit einem Master of Business Administration (MBA) ab.
Im November 1989 heiratete er Jenny Sullivan. Das getrennte Paar hat vier Söhne.
Ab 1983 arbeitete er im Bank- und Immobiliensektor, ab 1983 als Partner bei Coldwell Banker und von 1984 bis 1986 als Projektmanager bei Beachside Real Estate. 1987 absolvierte er das Trainee-Programm bei Goldman Sachs und arbeitete 1988 bis 1990 als Finanzanalyst bei der Chemical Realty Corporation sowie 1990/91 als Immobilienmakler bei der Brumley Company. 1992 gründete er das Maklerunternehmen Norton and Sanford Real Estate Investment mit und leitete es bis 1994. Sanford arbeitete auch als Kommentator beim konservativen Fernsehsender Fox News und ist seit 2003 Captain der Air Force Reserve.
Der Protestant wohnt in Mount Pleasant und übernachtete in seiner Kongresszeit während der Sitzungswochen in seinem Abgeordnetenbüro.

## US-Repräsentantenhaus 1995 bis 2001

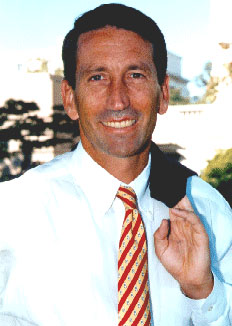
Mark Sanford (1999)

### Wahlen

#### 1994
1994 bewarb sich Sandford um den 1. Kongresswahlbezirk South Carolinas, der Teile des Küstenstreifens mit der Stadt Charleston umfasst. Der bisherige Abgeordnete dieses Bezirks, der Republikaner Arthur Ravenel, war nicht wieder angetreten, da er sich erfolglos zur Wahl als Gouverneur von South Carolina stellte. Obwohl er keine politische Erfahrung besaß, wurde er Zweiter in den Vorwahlen hinter Van Hipp Jr., einem ehemaligen Mitarbeiter unter der George-H.-W.-Bush-Regierung und ehemaliger Vorsitzender der Republikanischen Partei von South Carolina. Sanford gewann die Vorwahl der Republikaner in der Stichwahl des zweiten Wahlgangs. Er setzte sich bei der Hauptwahl mit 66,3 zu 32,4 Prozent der Stimmen gegen den Demokraten Robert A. Barber durch.

#### 1996 – 1998
1996 und 1998 wurde Sanford ohne Gegenkandidat der Demokraten mit jeweils über 90 Prozent der Stimmen wiedergewählt. 1996 setzte er sich gegen Joseph Innella der Natural Law Party mit 96,36 % der Stimmen durch. 1998 schlug er Innella erneut, diesmal mit 91 % der Stimmen. Bei der Wahl 2000 kandidierte Sanford nicht mehr für sein Abgeordnetenmandat im Kongress. Sein Mandat endete folglich am 3. Januar 2001.

## Gouverneur 2003 bis 2011
Im Jahr 2002 wurde Sanford von seiner Partei als Kandidat für das Gouverneursamt aufgestellt. Als Kandidat für das Amt des Vizegouverneurs wurde André Bauer nominiert. In der Wahl im November 2002 gelang es Sanford, den demokratischen Amtsinhaber Jim Hodges mit 52,9 % der Stimmen zu schlagen. Vier Jahre später wurde er mit 55,1 % der Stimmen gegen Tommy Moore in seinem Amt bestätigt. Sanford stand oft im Streit mit dem Parlament des Bundesstaates, obwohl die Republikaner dort über Mehrheiten in beiden Kammern verfügten.
Ende Juni 2009 war Sanford für eine Woche nicht erreichbar, dabei war weder seine Regierung über den Aufenthaltsort informiert noch gab es eine offizielle Vertretungsregelung. Später gab er an, in den Appalachen wandern gewesen zu sein. Es stellte sich jedoch heraus, dass er über längere Zeit eine außereheliche Affäre mit einer Argentinierin hatte und diese in Argentinien besucht hatte. Seitdem ist „in den Appalachen wandern“ (Hiking the Appalachian Trail) in den USA ein Synonym für Ehebruch. Das Unterhaus der State Legislature sprach Sanford dafür seine Missbilligung aus (censure), und Sanford trat als Vorsitzender der Vereinigung republikanischer Gouverneure (Republican Governors Association) zurück, blieb aber im Gouverneursamt. Er zahlte 74.000 Dollar Buße, staatsanwaltliche Ermittlungen wegen seiner Reiseausgaben wurden eingestellt.
Seine zweite Amtszeit endete im Januar 2011, als er seinen Posten an Nikki Haley übergab.

## US-Repräsentantenhaus 2013 bis 2019
Aufgrund der außerehelichen Affäre wurden Sanford zunächst keine politischen Chancen mehr eingeräumt. Dennoch gewann er im Mai 2013 die Nachwahl für den 1. Kongresswahlbezirk South Carolinas gegen die demokratische Kandidatin Elizabeth Colbert Busch. Seine Exfrau Jenny Sanford hatte zuvor ihren Verzicht auf eine ebenfalls aussichtsreiche Kandidatur für die Republikaner erklärt. Er zog daraufhin am 15. Mai 2013 wieder ins US-Repräsentantenhaus ein und war dort Mitglied im Haushaltsausschuss, im Ausschuss für Heimatschutz und im Ausschuss für Transport und Infrastruktur sowie in fünf Unterausschüssen und zwei Congressional Caucuses.
Zweimal wiedergewählt, unterlag Sanford bei der Vorwahl der Republikaner am 12. Juni 2018 gegen die Bundesstaatsabgeordnete Katie Arrington mit 46,5 zu 50,6 Prozent der Stimmen. Sanford hatte Präsident Donald Trump häufiger kritisiert und war deshalb bei der Parteibasis unbeliebt. Arrington hatte sich dagegen als Trump-Anhängerin dargestellt. Trump tweetete wenige Stunden vor Schließung der Wahllokale einen Aufruf zur Wahl Arringtons, was Beobachter als wahlentscheidend einstuften. Daher trat er bei der Hauptwahl im November 2018 nicht mehr an; sein Mandat endete am 3. Januar 2019. Sanford entschied sich kurz vor der Hauptwahl, Arrington nicht zu unterstützen, die dem Demokraten Joe Cunningham unterlag.

## Präsidentschaftskandidatur 2020
Sanford schloss nach seiner Vorwahlniederlage 2018 eine nochmalige Rückkehr in die Politik nicht aus und warb weiterhin Spenden für sein Political Action Committee ein. Im Juli 2019 erklärte er, sich eine Präsidentschaftskandidatur 2020 in der Vorwahl der Republikaner gegen den Amtsinhaber Donald Trump offenzuhalten. Am 8. September 2019 trat Sanford bei der Präsidentschaftsvorwahl an, zog sich aber am 12. November 2019 zurück und begründete das damit, dass seine fiskalpolitische Botschaft wegen des laufenden Amtsenthebungsverfahrens gegen Präsident Trump nicht angekommen sei. Neben ihm bewarben sich der frühere Kongressabgeordnete Joe Walsh und der frühere Gouverneur Bill Weld um die republikanische Präsidentschaftsnominierung.

## Positionen und Stil
Sanford kam 1995 durch die Halbzeitwahl zu Bill Clintons erster Präsidentschaft in den Kongress, als die Republikaner unter Newt Gingrich breite Gewinne erzielten und erstmals seit Jahrzehnten die Mehrheit im Repräsentantenhaus eroberten. Als junger Abgeordneter setzte Sanford auf scharfe Rhetorik und radikale Reformen, insbesondere die Senkung von Steuern und die Verkleinerung des Staatsapparats. Sein Einsatz für fiskalpolitische Strenge sei aber, so McClatchy DC, im gesamten Verlauf seiner Kongressmitgliedschaft ohne Erfolg geblieben, zuletzt bei der von den Republikanern durchgesetzten Steuerreform 2017, die das Defizit des Bundeshaushalts stark vergrößerte. Sanford erwiderte auf diese Kritik, er sehe es als seine Aufgabe, Pflöcke einzuschlagen (plant flags). Während er in seiner ersten Mandatszeit im Repräsentantenhaus ein Sprecher der Republikaner bei der Reform der sozialen Sicherungssysteme war, blieb er während seiner zweiten Mandatszeit bei wichtigen Entscheidungen weitgehend außen vor. Er wurde 2013 von Ron Paul unterstützt und gilt wie dieser als Libertärer. 2015 schloss er sich dem Freedom Caucus an, der als Kongressarm der Tea-Party-Bewegung gilt, und brachte für diesen Anfang 2017 ein Gesetz ins Repräsentantenhaus ein, das Obamacare vollständig abgeschafft hätte. Die republikanische Parteiführung setzte Sanford unter Druck, diese radikale Maßnahme, die viele Standards der Gesundheitsversorgung aufgehoben hätte, nicht weiter zu verfolgen.
Mit seiner unnachgiebigen Geradlinigkeit erreichte er im Kongress wenig Durchsetzungsfähigkeit, und als Gouverneur legte er gegen eine große Zahl von Gesetzen Vetos ein, lehnte Investitionshilfen aus dem American Recovery and Reinvestment Act ab und fiel durch Provokationen auf. So brachte er zwei Schweine in die State Legislature, um gegen Ausgabenverschwendung zu protestieren (Subventionen werden in den USA pejorativ auch „pork“ genannt). Seine Konsistenz und sein rhetorisches Charisma sorgten aber dafür, dass er Mitte der 2000er Jahre als möglicher Kandidat der Republikaner für die Präsidentschaft oder Vizepräsidentschaft gehandelt wurde. Insbesondere in Umweltfragen weicht Sanford von der Parteilinie ab, setzt sich gegen Ölförderung vor der Küste (offshore drilling) ein und erkennt den wissenschaftlichen Konsens zum menschengemachten Klimawandel an.
Vor der Wahl 2018 hatte Sanford in Donald Trumps Präsidentschaft seine Partei und den Präsidenten häufig kritisiert, aber in der parteiinternen Vorwahl Projekte Trumps wie den Bau einer Grenzmauer nach Mexiko unterstützt.